# Електродний процес
Електродний процес (рос. электродный процесс, англ. electrode process):
1. Складний процес на граничній поверхні поділу провідників електричного струму першого та другого роду або біля неї, що супроводжується переходом через цю границю електрично заряджених частинок — йонів, електронів.
2. Більш вузько — перенос зарядів через границю між електродом і електролітом, що відбуваються в двох напрямках: катодному (перенесення електронів від металу катода на реагуючі на катоді молекулярні частинки) й анодному (перехід електронів на метал або катіонів металу в розчин).